# 米山博久
米山 博久（よねやま ひろひさ、1915年5月15日 - 1985年6月9日）は、日本の鍼灸師。大阪府鍼灸師会副会長。

## 経歴
1915年長野県下伊那郡山本村（現・飯田市）に生まれる。高等小学校卒業後、1935年に鍼灸師資格を取得し、1936年に東方医学会（大阪）に所属。1946年に刀根山鍼灸医学会を設立し、1950年から1971年まで日本鍼灸師会代議員を務めた。1958年には明治鍼灸専門学校の講師。1960年から1971年、1974年から1975年の4回に渡って、大阪府はりきゅう師試験委員を歴任。1963年から1975年まで大阪府鍼灸師会理事。このほか、1960年に結成された日本針灸皮電研究会（現・日本臨床鍼灸懇話会）理事、大阪府鍼灸師会副会長、大阪鍼灸専門学校（現・森ノ宮医療学園専門学校）校長などを務めた。
1963年に中国の「裸足の医者」に啓蒙されて私塾である土法の会を主宰した。石川太刀雄を筆頭に集まり、塩沢幸吉、木下晴都、倉島宗二、代田文誌、三木健次、森秀太郎、清水千里らと共に内臓体壁反射学説を学んだ。
鍼術は自律神経反射・内蔵体壁反射で説明が付くとして、経絡の概念にとらわれず、一貫して現代医学の手法で病態を把握した。米山の経絡否定論は論争を呼び、経絡を客観的に実証しようとするグループと、経絡説によらずに鍼灸医学を確立しようとするグループの誕生を促した。米山の経絡否定論は言葉こそ過激であったが、科学的な研究方法論の必要性を唱えたものと評される。

## 著書
- 「小児鍼法」
- 「痛みの鍼灸治療」
- 「新しい鍼灸院」
- 「現代日本の鍼灸」
- 『現代針灸写真シリーズ 2 呼吸器疾患,小児疾患』鍬谷書店、1971年。ISBN 978-4752910169。
- 『私の鍼灸治療学』医道の日本社、1985年。ISBN 978-4752910473。